# Swanenburch
Swanenburch was een kasteel in de Nederlandse stad Monnickendam, provincie Noord-Holland. Het kasteel is rond 1275 verwoest. Er zijn geen restanten van teruggevonden.

## Geschiedenis
Het is niet bekend wanneer de Swanenburch is gebouwd. Mogelijk liet de edelman Jan Persijn (†1224) begin 13e eeuw het kasteel bouwen bij een strategisch belangrijke riviermonding in de Zuiderzee.

### Jan Persijn van Velsen
In het derde kwart van de 13e eeuw was de Swanenburch in bezit van Jan Persijn van Velsen (†1283), heer van de heerlijkheid Waterland. Jan Persijn was trouw aan graaf Floris V en mede daardoor had hij regelmatig conflicten met de inwoners van Waterland. Ook de toenemende belastingdruk wekte wrevel bij de inwoners. In 1274 kwamen ze in opstand tegen Jan en verwoestten ze de Swanenburch.
Op 30 december 1275 kwam het tot een verzoening tussen beide partijen, waarbij Jan Persijn moest beloven dat hij de verwoeste Swanenburch niet zou herbouwen als een stenen burcht. Ondanks deze verzoening bleven er wrijvingen tussen Jan Persijn en de bewoners van Waterland.
Hij verkocht uiteindelijk in 1282 de helft van de heerlijkheid Waterland aan graaf Floris, evenals zijn bezit in Amstelland en Amsterdam. In ruil kreeg hij de ambachten De Lier en Zouteveen in leen.

### Hofvennen
Over de verdere lotgevallen van het verwoeste kasteel is niets bekend. De enige herinnering aan het kasteel was een stuk land met de naam De Hofvennen of Hofland: dergelijke benamingen werden namelijk gegeven aan land dat in de nabijheid van een kasteel lag. De heren van Waterland hadden deze grond in leen gegeven aan het geslacht De Grebber, dat vermoedelijk weer afstamde van het geslacht Spiker, de voorouders van de familie Persijn. De Grebber voerde een zwaan als wapen, net als de heerlijkheid Waterland.
In 1397 erfde Jan van Crabbenburch, zoon van Garbrant de Grebber, de Hofvennen. Zelf liet hij het gebied in 1430 weer na aan zijn eigen zoon Jan Teding. De laatste erfgenaam was Cornelia Jan Tedingsdochter, die in 1534 met de Hofvennen werd beleend. Zij huwde Jan Pietersz. Berkhout, waarmee zij de stamouders werden van het geslacht Teding van Berkhout.
In de 17e eeuw verwierf Monnickendam de Hofvennen ten behoeve van de aanleg van de nieuwe westelijke stadsgracht.

## Beschrijving
Het is onbekend hoe het houten kasteel er uit heeft gezien. Een tekening uit de Atlas Schoemaker geeft het kasteel weer, maar dateert uit de 18e eeuw en is niet betrouwbaar.
Ook de locatie van het kasteel is niet bekend. Waarschijnlijk heeft het gestaan bij de Grafelijkheidssluis aan de noordzijde van het stadscentrum.

## Vondel
In het toneelstuk Gijsbrecht van Aemstel van Joost van den Vondel speelt Jan Persijn een rol als tegenstander van Gijsbrecht. Hierbij zouden wraakgevoelens een rol hebben gespeeld: Gijsbrecht had in 1303 namelijk een kasteel van Jan Persijn overmeesterd. Een jaar later trok Jan Persijn met zijn leger vanuit de Swanenburch op richting Amsterdam om te strijden tegen Gijsbrecht.
Het is echter onmogelijk dat deze gebeurtenissen daadwerkelijk hebben plaatsgevonden. Jan Persijn was immers al in 1283 overleden en de Swanenburch was al rond 1275 verwoest.
Adrichem · Aelbrechtsberg · Akersloot · Amstel · Amsterdam · Assendelft · Assumburg · Banjaert · Beeckestijn · Berkenrode · Boekel · Bollenhofstede · Ten Bosch · Brederode · Caprera · Ter Coulster · Cranenbroek · Dampegeest · Eenigenburch · Egmond · Heemstede · Hilversum · Ilpenstein · Jan Aernts woninge van Bennebroek · Keggenrode · Ter Kleef · Kostverloren · Kronenburg · Marquette · Merestein · Middelburg · Muiderslot · Nederhorst · Nieuwburg · Nuwendoorn · Oud Haerlem · De Park · Poelenburg · Purmersteijn · Radboud · Huis te Ramp · Reewijk/Rietwijk · Rolland · Ruysdael · Schagen · Huis te Schoten · Sparenwoude · Te Spijk · Swanenburch · Sypesteyn · Tetrode · Teylingerbosch · Torenburg · Velsen · De Vlotter · Vogelenzang · Ter Wijc · Wijdenes · Ypestein · Te Zaanen